# Погосов, Артём Рауфович
Погосов Артём Рауфович (род. 1 августа 1999, Астрахань) — российский футболист, полузащитник и нападающий клуба «Енисей».

## Клубная карьера

### «Волгарь»
Артём Погосов — воспитанник астраханского клуба «Волгарь». Первый тренер — Александр Григорьевич Сухачёв. Начал привлекаться к тренировкам с основным составом в 2016 году. 25 июля 2018 года в матче ПФЛ против махачкалинского «Легиона» (2:3) он дебютировал за «Волгарь», выйдя на замену на 75-й минуте. 5 сентября 2018 года в матче ПФЛ против «Краснодара-3» (2:0) Погосов забил дебютный гол за астраханский клуб. В своём дебютном сезоне Артём Погосов отыграл за «Волгарь» 32 матча во всех турнирах и отметился 9 результативными действиями (8 голов и 1 голевая передача), а также стал бронзовым призёром ПФЛ группы «Юг».
16 августа 2019 года в матче ПФЛ против клуба «Спартак-Нальчик» (6:0) Погосов оформил «гол+пас». По итогам сезона 2019/20 вместе с «Волгарём» стал победителем первенства ПФЛ группы «Юг».
26 августа 2020 года в матче 1/64 финала Кубка России против «Енисея» (2:1) Погосов впервые вывел команду на поле в качестве капитана.
29 сентября 2021 года в матче ФНЛ против «СКА-Хабаровска» (1:0) Артём Погосов провёл свой 100-й матч в составе «Волгаря».
11 июня 2022 года Артём Погосов покинул «Волгарь». За время выступлений за астраханский клуб россиянин сыграл 122 матча, забил 17 голов и отдал 10 результативных передач.

### «Уфа»
16 июля 2022 года Артём Погосов перешёл в «Уфу», подписав долгосрочный контракт. 17 июля 2022 года в матче Первой лиги против «Кубани» (2:0) он дебютировал за новый клуб, выйдя на замену на 69-й минуте. 2 апреля 2023 года в матче Первой лиги против «СКА-Хабаровска» (3:0) Погосов забил дебютный гол «Уфу». В сезоне 2022/23 «Уфа» заняла 16-е место в чемпионате, что привело к вылету команды во Вторую лигу.

#### Аренда в «Акрон»
12 сентября 2023 года Артём Погосов на правах арендного соглашения перешёл в «Акрон». 23 сентября 2023 года в матче Первой лиги против «Нефтехимика» (0:0) он дебютировал за новую команду, выйдя на замену на 66-й минуте. 27 сентября 2023 года в матче Кубка России против «Рязани» (1:6) Погосов забил дебютный гол за «Акрон», а также отметился голевой передачей на Абу-Саида Эльдарушева. 
В сезоне 2023/24 Артём Погосов вместе с «Акроном» занял третье место в Первой лиге, что позволило команде принять участие в стыковых матчах за право выступать в РПЛ. В переходных матчах клуб из Тольятти обыграл «Урал» с общим счётом 3:2 и впервые в своей истории вышел в чемпионат России. Летом 2024 года россиянин по завершении аренды покинул «Акрон».

### Возвращение в «Волгарь»
1 июля 2024 года Артём Погосов вернулся в «Волгарь». 21 июля 2024 года он сыграл свой первый матч за «Волгарь» после возвращения, выйдя в стартовом составе в игре Второй лиги против «Ленинградца» (2:1). 25 августа 2024 года в матче Второй лиги против «Калуги» (2:0) он забил первый гол за клуб после возвращения. 31 августа в матче против «Кубани» (0:3) Погосов оформил первый дубль за «Волгарь». Со старта второго этапа Второй лиги (группа "Золото", дивизион "А") Артём Погосов стал капитаном команды.
По итогам сезона 2024/25 Погосов вместе с «Волгарём» занял пятое место во Второй лиге группы «Золото» дивизиона «А», но всё же вышел в стыковые матчи за право сыграть в следующем сезоне Первой лиги вместо клуба «Машук-КМВ». Россиянин провёл 35 матчей во Второй лиге, набрав 15 очков по системе «гол+пас» (9+6). В переходных играх астраханцы уступили «Челябинску» в серии послематчевых пенальти (общий счёт 1:1, пенальти 2:4). 2 июля 2025 года Артём Погосов покинул «Волгарь».

### «Енисей»
2 июля 2025 года Артём Погосов перешёл в красноярский «Енисей», подписав контракт до конца сезона 2025/26 с опцией продления на один сезон. 20 июля 2025 года в матче Первой лиги против «Чайки» (Песчанокопское) (0:3) он дебютировал за новый клуб, выйдя в стартовом составе.

## Карьера в сборной
Выступал за молодёжную сборную России. В феврале 2020 года принял участие на Кубке ФНЛ. Погосов принял участие во всех матчах турнира, отметившись голом в игре против «Енисея» (4:0).

## Статистика
| Выступление      | Выступление      | Выступление      | Чемпионат | Чемпионат | Кубки | Кубки | Другие | Другие | Итого | Итого |
| Клуб             | Лига             | Сезон            | Игры      | Голы      | Игры  | Голы  | Игры   | Голы   | Игры  | Голы  |
| ---------------- | ---------------- | ---------------- | --------- | --------- | ----- | ----- | ------ | ------ | ----- | ----- |
| Волгарь          | ПФЛ              | 2018/19          | 28        | 8         | 4     | 0     | —      | —      | 32    | 8     |
| Волгарь          | ПФЛ              | 2019/20          | 17        | 2         | 2     | 0     | —      | —      | 19    | 2     |
| Волгарь          | ФНЛ              | 2020/21          | 33        | 7         | 1     | 0     | —      | —      | 34    | 7     |
| Волгарь          | ФНЛ              | 2021/22          | 36        | 0         | 1     | 0     | —      | —      | 37    | 0     |
| Волгарь          | Итого            | Итого            | 114       | 17        | 8     | 0     | —      | —      | 122   | 17    |
| Уфа              | Первая лига      | 2022/23          | 24        | 2         | 3     | 0     | —      | —      | 27    | 2     |
| Уфа              | Вторая лига      | 2023/24          | 5         | 0         | 1     | 0     | —      | —      | 6     | 0     |
| Уфа              | Итого            | Итого            | 29        | 2         | 4     | 0     | —      | —      | 33    | 2     |
| → Акрон          | Первая лига      | 2023/24          | 10        | 0         | 3     | 2     | —      | —      | 13    | 2     |
| → Акрон          | Итого            | Итого            | 10        | 0         | 3     | 2     | —      | —      | 13    | 2     |
| Волгарь          | Вторая лига      | 2024/25          | 35        | 9         | 3     | 0     | 2      | 1      | 40    | 10    |
| Волгарь          | Итого            | Итого            | 35        | 9         | 3     | 0     | 2      | 1      | 40    | 10    |
| Енисей           | Первая лига      | 2025/26          | 1         | 0         | 0     | 0     | —      | —      | 1     | 0     |
| Енисей           | Итого            | Итого            | 1         | 0         | 0     | 0     | —      | —      | 1     | 0     |
| Всего за карьеру | Всего за карьеру | Всего за карьеру | 189       | 28        | 18    | 2     | 2      | 1      | 209   | 31    |

1. ↑  Переходные (стыковые) матчи Вторая лига — Первая лига.

## Достижения
«Волгарь»
- Победитель Первенства ПФЛ (группа «Юг»): 2019/20
- Бронзовый призёр Первенства ПФЛ (группа «Юг»): 2018/19

«Акрон»
- Бронзовый призёр Первой лиги: 2023/24